# Conioselinum acuminatum
Conioselinum acuminatum är en växtart i släktet Conioselinum och familjen flockblommiga växter.
Arten är en perenn ört som förekommer från Bhutan till centrala Kina. Den beskrevs först som Ligusticum acuminatum av Adrien René Franchet 1894, och fick sitt nu gällande namn av Tatiana Lavrova 2002.